# Зала свічок
Зала свічок — це печера у горах на сході Італії. Сама печера була утворена за допомогою білих сталагмітів. Білі сталагміти — це кам'яні колони, що виростають з дна печери, — і вони справді схожі на гігантські свічки. А біля цих колон є кам'яні потовщення, схожі на свічники.

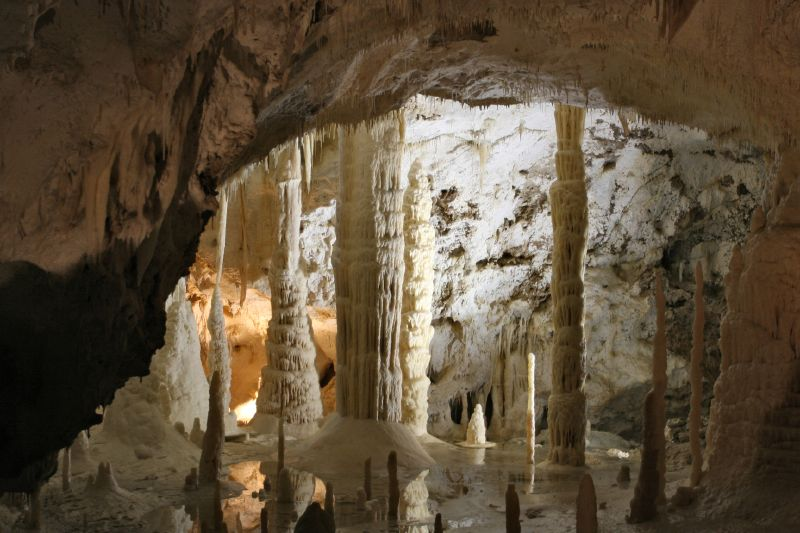
Білі сталагміти

Як і всі підземні печери, Зала свічок утворилася за допомогою дощової води, вода просочуючись крізь гірські породи, поступово розмивала камінь, і в середині гори утворилися порожнини.
| Італія | Це незавершена стаття з географії Італії. Ви можете допомогти проєкту, виправивши або дописавши її. |